# Sportpark Noord
O Sportpark Noord foi um estádio multiuso situado em Heerenveen, Países Baixos. Foi utilizado principalmente para jogos de futebol e sediava os jogos do SC Heerenveen como mandante. O estádio foi capaz de acomodar 15.000 espectadores no auge. Foi fechado em 1994, quando o Estádio Abe Lenstra foi aberto. 